# Атака сверху

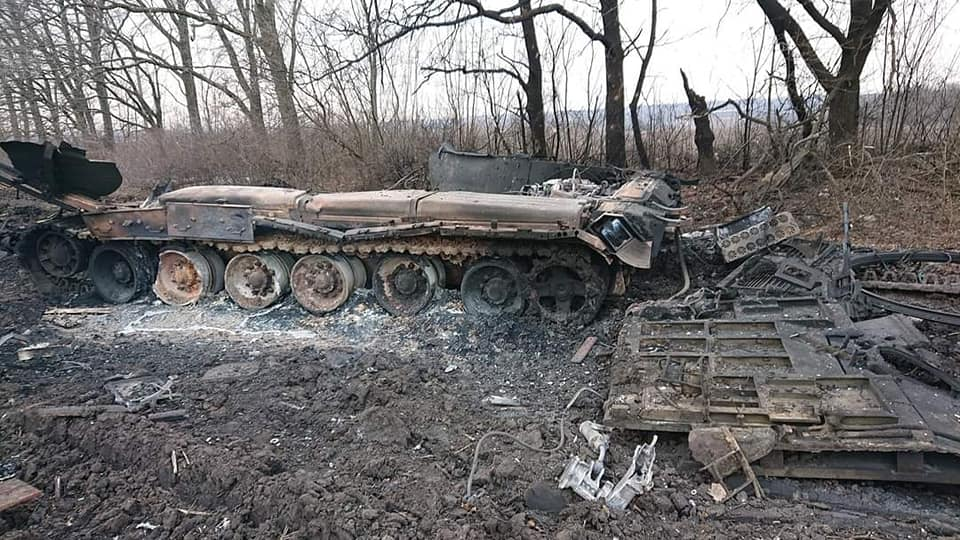
Российский танк Т-80, уничтоженный в результате попадания NLAW

Оружие для «атаки сверху» создаётся для поражения бронетехники сверху с использованием того обстоятельства, что бронирование современных основных боевых танков, как правило, является сильно дифференцированным — бронирование танка обычно самое мощное в передней проекции, намного слабее в боковой, а наверху броня танка самая тонкая, в результате чего на большинстве танков верхняя броня является фактически противоосколочной. Идеальной считается атака бронемашины перпендикулярно поверхности его брони, что легче всего выполнить при «атаке сверху». Оружие, предназначенное для поражения верхней брони танка, может быть различной по конструкции, представляя собой противотанковую управляемую ракету (ПТУР),  интеллектуальный суббоеприпас, миномётную мину, артиллерийский снаряд, авиационную бомбу, барражирующий боеприпас или даже наземную мину, оснащенную боеприпасом, взлетающим для поражения сверху проезжающей мимо бронетехники. Для поражения бронетехники, чаще всего используется кумулятивный боеприпас (как правило, тандемный для преодоления динамической защиты), либо боеголовка с ударным ядром, которая запускается над целью (обычно суббоеприпасом).
В некоторых ПТРК при «атаке сверху» используется метод поражения бронетехники, сильно отличающийся от классического навесного огня, его называют также «атакой с превышением» или «атакой при пролёте», при которой ракета при близком пролёте над целью стреляет вниз одной или несколькими вертикально ориентированными кумулятивными струями. Для этого ракета направляется настильно над поверхностью земли так, чтобы она пролетела  с превышением примерно в 1 метр над вражеской бронемашиной, которую оптомагнитный датчик ракеты идентифицирует как транспортное средство, после чего неконтактный взрыватель приводит в действие кумулятивный заряд, направленный в верхнюю часть бронемашины. Данный метод атаки является одним из двух режимов, используемых в шведско-британском переносном ПТРК NLAW (второй режим — уничтожение цели путём прямого попадания в точку прицеливания).
Наряду с образцами оружия, произведёнными в заводских условиях, большую опасность для бронетехники могут представлять атаки кустарно изготовленных ударных дронов, сбрасывающих различные боеприпасы на военную технику и особенно атаки одноразовых FPV -дронов на уязвимые места бронетехники, что выявилось в ходе вторжения России на Украину в 2022 году, когда российская армия понесла значительные потери в танках и других видах техники.

## История создания
Концепция атаки бронетехники сверху является относительно новой и впервые была разработана шведской армией с принятием на вооружение в 1988 году с противотанковой ракеты RBS 56. Впоследствии другие страны также создали свои системы оружия, реализующие эту концепцию.

## Меры противодействия

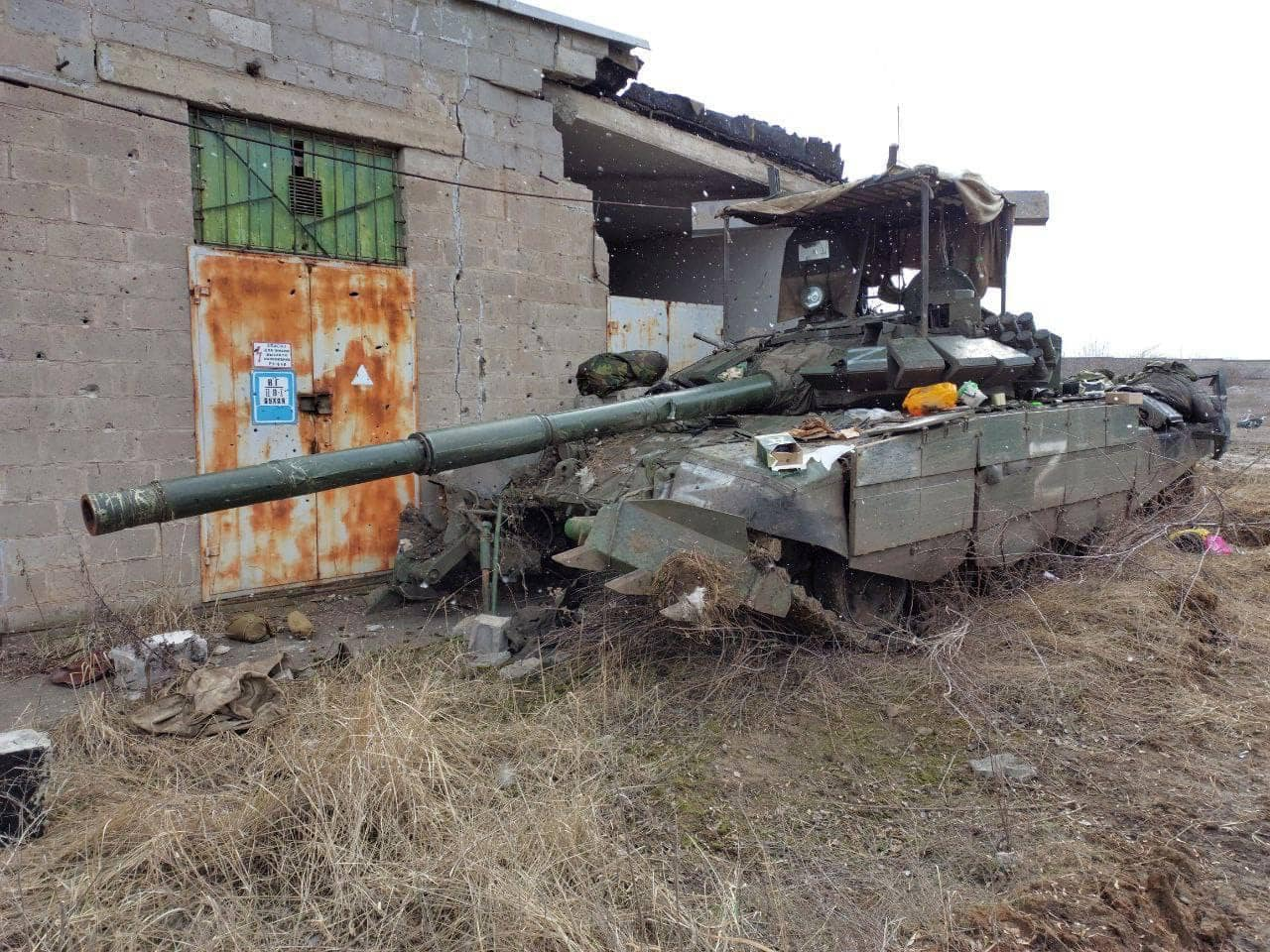
Поврежденный российский танк Т-72Б3М с импровизированной верхней защитной решеткой. Район Мариуполя, 2022 год

Поскольку оружие для поражения бронетехники сверху демонстрирует высокую эффективность, в настоящее время разрабатываются различные меры для защиты бронемашин от «атаки сверху», от простых по конструкции противокумулятивных экранов до сложных защитных систем. Эти средства могут быть как импровизированными, так и  заводского производства, например, российский комплекс электронно-оптической активной защиты Штора-1. В октябре 2023 года после того как по крайней мере два израильских танка «Merkava Mark IV» были уничтожены боеприпасами, сброшенными с дронов в ходе вторжения ХАМАС в Израиль, на множестве израильских танков была замечена импровизированная защита верхней проекции - решетчатые «защитные клетки». Однако способность этих средств защищать бронетехнику от поражения сверху пока остается неудовлетворительной.

## Некоторые виды современного оружия, использующие «атаку сверху»
- AGM-114 Hellfire
- AT-1K Raybolt
- BGM-71 TOW
- BONUS (артиллерийский снаряд)
- FGM-148 Javelin
- HJ-12
- LAHAT
- MPATGM
- Nag
- NLAW
- OMTAS
- Грань (управляемая мина)
- Краснополь
- Тип 01 LMAT
- Туфан (ПТУР)